# Sigma DP
Sigma DP — линейка компактных цифровых фотоаппаратов японской компании «Сигма».

## История создания
Изначально Sigma выпускала компактные и зеркальные плёночные фотоаппараты, а также объективы и аксессуары к ним и к фотоаппаратам других фирм. После покупки компании Foveon, разработавшей многослойную матрицу с полноцветными пикселями Foveon X3, запустила производство сначала цифровых зеркальных фотоаппаратов (серия SDx, например SD1), а после цифровые компактные фотоаппараты (серия DPx).
Анонсированная на кёльнской выставке Photokina в октябре 2006 года Sigma DP1 была первой компактной цифровой фотокамерой, оснащённой крупным сенсором формата APS-C (снятая незадолго до этого с производства беззеркальная камера с несменной оптикой Sony DSC-R1 также имела крупный сенсор, однако габариты и масса свыше 1 кг не позволяли считать её компактной). Претерпев ряд изменений и доработок, модель DP1 поступила в производство весной 2008 года. Камера оснащалась несменным широкоугольным объективом с фиксированным фокусным расстоянием (28 мм в эквиваленте 35-мм фотокамер), встроенной вспышкой, разъёмом типа «горячий башмак» для подключения внешней вспышки или установки оптического видоискателя.
В 2009 году в производство поступила следующая модель Sigma DP2, отличавшаяся от DP1 в первую очередь объективом (41 мм ЭФР, при этом минимальное число диафрагмы снизилось с f/4 до f/2,8, что вдвое увеличило светосилу объектива), также было пересмотрено расположение элементов управления на задней стенке и внесены существенные изменения в меню.
Журнал Time включил Sigma DP1 в сотню лучших дизайнерских решений.

## Описание
Фотоаппараты линейки DP имеют общие характеристики:
- сенсор CMOS Foveon X3,
- фиксированный телецентрический объектив Sigma Lens,
- «горячий башмак» для вспышки (разработанной специально для серии DP модели EF-140 DG, или других вспышек производства Sigma) или оптического видоискателя,
- круговой селектор выбора режимов M/Av/Tv/P и фокусировочное кольцо на задней стенке корпуса,
- запись изображений со сжатием без потерь и интерполяции Raw (.x3f), JPEG (Exif 2.21, DCF 2.0, DPOF)[2],
- процессор True (True II для ВЗ2),
- компактный металлический корпус.

## Особенности, достоинства и недостатки
Особенности, достоинства и недостатки можно разделить на вытекающие из особенностей и принципа функционирования матрицы и на не зависящие от матрицы, обусловленные другими факторами: экономическими, дизайнерскими, техническими и маркетинговыми.
Поскольку, матрица имеет трёхслойную структуру кремниевой подложки p-n-переходов, ориентированных на то, что максимум поглощения синего цвета происходит на 0,2 мкм, зелёного — 0,6 мкм, красного — около 2 мкм, то это позволяет эффективно разделять свет на составляющие, при условии, что не происходит переэкспонирование слоя светом, в противном случае происходит протекание его на соседний. Также для правильного экспонирования всех слоёв необходимо, чтобы лучи падали под прямым углом на матрицу по всей её площади, что достигается применением объектива с телецентрическим ходом лучей (т. н. телецентрический объектив).
Недостатки для всей серии:
- фундаментальный недостаток матрицы малый диапазон рабочих ИСО DP,DPS,DPX,DPM 50-200, DPQ 100-400. Переход с кремния на GaN увеличил бы ИСО примерно в два раза. Данные матрицы как никто нуждаются в предварительном фотоумножающем слое или охлаждении с помощью термопары.
- по мере совершенствования матрицы стали по картинке более плоскими.
- по мере повышения ИСО цвета плывут, а позже матрица полосит и появляются цветные пятна, цвета очень быстро блёкнут превращаясь в комбинацию ч/б и цветного снимка.
- учитывая слабую чувствительность матрицы неплохо бы еще повысить светосилу объективов.
- слабая автономность из-за слабого аккумулятора (несмотря на просьбы сделать к классическому корпусу выступ под удержание (как у Ricoh GR) с увеличенной батареей в DPQ сделали с юмором).
- отсутствие внешней вспышки совмещенной с батарейным блоком для запитки камеры от батареек.
- нет возможности снимать серию кадров с вспышкой на всей серии (необходимо для последующей склейки нескольких кадров в один с меньшими шумами).
- отсутствует встроенный видоискатель.
- некоторая неторопливость.
- нет возможности использовать CF карты-переходники под 2 SD карты для повышения скорости записи.
- нет крышки объектива на веревочке или автоматической крышки.
- к сожалению из-за попытки Sigma заломить неслыханную цену за SD1M и создания мелкопиксельной матрицы (что строго противопоказано данному типу матриц, а также возникшей проблемы с недостаточной разрешающей способностью старых объективов под новую матрицу - в сумме крайне неудачный старт по большому счету) многие потеряли к камерам компании интерес.
- в редакторе отсутствует крайне ценная функция удаления шумов только на темных участках.

Достоинства:
- высокая детализация т.к. каждый пиксель полностью полноцветный, тогда как в баере реальное разрешение полноцветного пикселя не может быть меньше 2х2 пикселя матрицы, все остальное фокусы с интерполяцией.
- невероятно резкие объективы (одни из лучших в классе компактов).
- существенно более широкий динамический диапазон, а также большая сложность ослепить матрицу даже в случае выставления неподходящих настроек - снимок почти всегда все равно можно вытащить[2]
- на низких ИСО картинка удивительно качественная, даже при казалась бы скромном разрешении.
- идеальный выбор для ностальгирующих по пленке и временам выставления настроек ручками, всем остальным лучше выбрать fujifilm, но только не первую модель у нее совершенно ужасный мыльный объектив.

Выводы:
- камеры отлично подходят для пейзажной и портретной съемки при хорошем освещении и достаточной опытности фотографа. DP1 более универсальна, но у DP2 со светосилой определенно лучше.

## История и развитие модельного ряда
Изначальный модельный ряд, состоявший из двух камер DP1 и DP2, расширился за счёт выпуска усовершенствованных моделей S и X: DP1s, DP1x, DP2s, DP2x. DPxS принёс более быстрый автофокус и большее количество кадров на одном заряде.
В 2012 был выпущен модельный ряд под названием Merrill (в честь Ричарда Меррилла — одного из разработчиков матрицы для этого модельного ряда), состоящий из трёх моделей, и имеющий отличия от предыдущего:
- новая матрица Foveon X3 Merrill стандарта APS-C (23,5×15,7) с разрешением 44Мпикс (4704×3136×3);[3]
- новые светосильные объективы с ЭФР для DP1 Merrill — 30, DP2 Merrill — 45, DP3 Merrill — 75;
- процессор второго поколения — Dual TRUE II;
- поддержкой записи видео 640×480, 30 кадров/сек.

| Модель, дата выхода | Размер матрицы, разрешение в Мп, размер кадра (пикс) | Характеристики объектива | Память        | Процессор, ф.ш., ISO снимков | Изображение |
| ------------------- | ---------------------------------------------------- | ------------------------ | ------------- | ---------------------------- | ----------- |
| DP1 2006.09         | CMOS Foveon X3 20,7×13,8 мм 3×4,6 (2640×1760)        | f/4 28                   | SDHC          | True 100—800                 |             |
| DP2 2008.09         | CMOS Foveon X3 20,7×13,8 мм 3×4,6 (2652×1768)        | f/2,8 41                 | SDHC          | True II 80—800               |             |
| DP1s 2009.10        | CMOS Foveon X3 20,7×13,8 мм 3×4,5                    | f/4 28                   | SDHC          | True 100-800                 |             |
| DP2s 2010.02        | CMOS Foveon X3 20,7×13,8 мм 3×4,5                    | f/2,8 41                 | SDHC          | True II 100-3200             |             |
| DP1 Merrill         | CMOS Foveon Merrill APS-C 48                         | f/2,8 28                 | SDXC          | dual TRUE II 100-3200        |             |
| DP2 Merrill         | CMOS Foveon Merrill APS-C 48                         | f/2,8 45                 | SDXC          | dual TRUE II 100-3200        |             |
| DP3 Merrill         | CMOS Foveon Merrill APS-C 44 (4704×3136×3)           | f/2,8 75                 | SDXC, HC MMC+ | dual TRUE II 100-3200        |             |
| DP1x                | CMOS Foveon X3 20,7-13,8 14                          | f/4 28                   | SDHC          | True II 50-3200              |             |
| DP2x                | CMOS Foveon X3 20,7-13,8 14                          | f/2,8 41                 | SDHC          | True II 50-3200              |             |

## Конкуренты
На рынке представлены лишь несколько моделей, оснащённые несменным фикс-объективом и сенсором формата APS-C:
- Fujifilm FinePix X100, X100S, X70,
- Leica X1 и X2.
- Ricoh GR

Фотоаппараты с несменным трансфокатором:
- Canon PowerShot G1 X,
- Sony Cyber-shot DSC-R1 и RX1.

Отчасти в конкуренты можно записать Ricoh GXR со сменными модулями GR A12 и A16 и со сменной оптикой.

## Аксессуары

### Подключаемые к горячему башмаку
- Вспышка специально разработанная для серии Sigma DP — EF-140 DG, или для серии SD, такие, как EF-610 DG Super или EF-610 DG ST.
- Видоискатель VF-2.

### Для объектива
- Бленда, через переходник, HA-11.
- Светофильтры

### Программное обеспечение
В связи с тем, что конвертация в JPEG/TIFF, природа искажений, а соответственно алгоритмы их устранения разнятся по сравнению с RAW-снимками, снятыми с баеровских матриц, то и программное обеспечение, поддерживающие их, пока только фирменное.
- Photo Pro — файловый браузер, редактор и конвертер RAW фотографий Sigma[5].
  - v.2.4 (Win) и v.3.1 (Mac) — файловый браузер, конвертер из X3F в JPEG/TIFF с возможностью настройки экспозиции, баланса белого цвета, контраста, насыщенности, резкости для всего изображения, а для областей — теней и света[2].
  - v.4.0 — добавлена функция подавления шумов[6].
  - v.5.5
- Adobe Photoshop CS6 посредством Adobe Camera Raw 6.1 поддерживает формат .x3f для DPx, DP1s[7].

## Фотоснимки
- Фотографии сделанные камерами Sigma DP-серии в максимальном разрешении
- DP1: Патруль на реке (Ирландия)
- DP1 с интерполяцией: Молебен (Германия)
- DP2 Merrill: Японский военный корабль